# 恋愛ジャンキー
『恋愛ジャンキー』（れんあいジャンキー）は、葉月京による日本の漫画。『ヤングチャンピオン』（秋田書店）にて、1999年から2009年まで連載。関連作品として『恋愛ジャンキーSS』が『ヤングチャンピオン烈』（同社刊）にて連載された。
主人公が様々な女性たちと出会い恋愛とセックスを重ねていく作品で、恋愛におけるすれ違いやIFなどの普遍的展開から、浮気やフェティシズムなど性愛部分も描く。基本スタンスはラブコメディで、特に初期は1-3話で完結しヒロインを変えていく読み切り形式だったが、中盤以降は純愛ものとしてラブストーリーが主軸となっていく。
また、この作品の特徴として、主要キャラクターの名前にはそれぞれ別のアルファベットが入り、基本的にはその順番で登場する。

## あらすじ
広告代理店勤務の榊原栄太郎22歳は彼女いない歴も22年。パソコン通信が趣味でチャットルームにアクセスしては女性との出会いを求めていた。
そんな時、保険外交員の椎名舞子とひょんなことから初体験を迎えてしまう。

## 登場人物
（年齢は初登場時）
榊原栄太郎（アルファベットはA）
本作品の主人公。22歳。巨根。広告代理店勤務。
椎名舞子と初体験を迎えてからは多くの女性と体を重ねあい、交際するようになる。福岡県出身。平時は穏やかな性格だが、酒の量が許容量を越えてしまうと一種の別人格へと変貌する。
最初は絵夢やミホと付き合い二人との別れを迎えた後に姿子と正式なカップルになるが、三上の出現と彼に関するトラブルによって不祥事を起こしてしまい、引きこもり生活に陥ってしまってしまう。のちに尾美を始めとする周囲からの叱咤激励を受けて立ち直るも、引きこもりのブランクや三上の映った宣伝広告を見た瞬間、自分の居場所を見失い…。
公式人気投票では4位。
尾美照好（アルファベットはB）
栄太郎の同僚にして同居人。モテる外見相応の遊び人で、時折髪型が変わる。
椎名舞子とは恋人同士だがお互いの交遊には口を挟まない関係だった。栄太郎とは舞子を通じてある意味兄弟。
度々自身を栄太郎と偽っては騒動を引き起こすが、栄太郎への友情は本物で、彼が引きこもり生活に陥ったときも、彼のことを心配していた。
椎名舞子（アルファベットはC）
保険外交員。尾美の恋人。セックスとメイクラブを割り切るなど、一定の持論を持つ。奔放で尾美以外にも多数の相手がいたが、ストーカー騒動、妊娠騒動を経て、尾美と結婚するに到る。
公式人気投票では5位。
井出ミホ（アルファベットはD）
栄太郎がチャットルームで初めてメールを交わした女性。オフ会で知り合い、それ以後も、幾度となく彼のターニングポイントになる。人を自然と引きつける「華」のある女性。元々栄太郎とは相談できる兄と妹のような関係であったが、ふとしたことから自身が持っている彼への想いに気付く。一度は封印しようと決意したものの、偶然の再会がそれを解き、彼に想いを告げる。栄太郎も彼女へ抱いていた気持ちに気付き、短い蜜月を過ごしていた。しかし、ミホのロンドン留学が決定してしまう。出発の日、見送りにくるはずの彼は来られず（絵夢を助けに行った栄太郎は後頭部を殴られ気絶していたため）、そのまま機上の人に。公式人気投票では1位を獲得。全キャラクター中で最も人気があり、出番が終了して以降も栄太郎の回想などで度々登場していた。
飯星咲子（アルファベットはE）
栄太郎の同僚。21歳。尾美とはずみでホテルに行き、彼に熱を上げてしまう。それに耐えられなくなった尾美から「本気で愛しているのは榊原栄太郎だけだ」と吹き込まれ、栄太郎と尾美を別れさせるべく芝居を打つことに。
藤原杏（アルファベットはF）
女優。内緒でアダルト向けサイトを公開していた。
栄太郎とは2度関係を持つ。かっこいい男性に目がない、恋多き女性。
地井姿子（アルファベットはG）
本作のヒロイン。栄太郎の同僚で絵コンテ描きの女性。眼鏡で三つ編み、そして巨乳。栄太郎とは何故かトラブルのたえない友人。栄太郎に抱かれるまでは処女だった。喧嘩したり心配したり、新婚カップル役でCMに出演したりと、いろいろ紆余曲折を経て、栄太郎の現在の彼女になる。みなも曰く、後の結婚相手だとのこと。栄太郎も、結婚前提で付き合っていると両親に紹介した。弟がいる。しかし、彼女が相談相手のメル友「ジーナ」であることが判明し、さらには三上の出現によって彼と急接近し、栄太郎との関係は修復不可能に近い段階まで陥ってしまう。
公式人気投票では2位。
英知えりこ（アルファベットはH）
栄太郎に対して謎のメールを送ってきた女性。大阪在住。ひどい振り方をした元カレに送ったつもりが、アドレスを間違えていたため栄太郎にメールが届いた。
榊原あい（アルファベットはI）
栄太郎の妹。処女を捨てるために上京する。栄太郎と同じ会社に勤める高木大介に目を付けられカップル喫茶に連れて行かれてしまう。椎名舞子の機転によりその時は難を逃れるも、高木に本気で惚れられ結婚することに。
芝原樹里（アルファベットはJ）
尾美の高校時代の英語教師で初恋の人。ある男性と婚約し、学校をやめるということを知った尾美にプールサイドで抱かれる。その後あるサイトのオフ会で尾美と再会し、ホテルへと入るが夫への愛を再確認し福岡へと帰っていった。
渋沢圭（アルファベットはK）
栄太郎の上司に当たる人物。やり手のキャリアウーマンであるが本人はそう見られることを好んでいない。栄太郎とは二度関係を持つ。勝之助が現れたときは彼を栄太郎と思い込み、そのテクニックに負けてホテルに入ってしまう。そこでも勝之助のテクニックにいいようにやられてしまい『完敗』を喫してしまった。
ノエル（アルファベットはL）
栄太郎の父方の従妹。日米ハーフで、栄太郎より3歳年上。中学時代の栄太郎に対して裸エプロンになって看病するなど大胆すぎる性格だが、雷だけは大の苦手。
二ノ宮絵夢（アルファベットはM）
栄太郎の元彼女。ファーストフード店でバイト中に店にやってきた栄太郎に惚れ、交際をはじめる。何度も栄太郎と体を重ねるが栄太郎本人というよりは、彼との関係に執着していると告げられたことも。栄太郎から別れを告げられ、自棄になっているところをスカウトされる。18禁グラビア雑誌出演寸前で栄太郎と斑尾に助けられたが、これが原因で栄太郎はミホを見送りに行くことができなかった。
公式人気投票では3位。
江貫一子（アルファベットはN）
栄太郎の中学時代の同級生。中学時代はいじめられっ子で、栄太郎が彼女を庇うことがしばしばあった。栄太郎に好意を寄せていたのだがそのときは周りに冷やかされるのを恐れた栄太郎が拒絶してしまう。同窓会が行われた福岡で再会し、栄太郎と体を重ねた。栄太郎に抱かれるまでは処女だった。
太田むつみ（アルファベットはO）
ヘアメイク担当。趣味は峠を攻めること。勝負の際には性格が豹変し凶暴化し、また興奮状態のままメガネを外すと大胆になる。運転後に火照った体を冷ますため栄太郎と車の中で関係を持つ。その後勝之助とも関係し、サイドストーリーでは彼氏ができる。
七瀬ぴんく（アルファベットはP）
あいの後輩。ピンク色の髪をしたその筋では有名なコスプレイヤー。「七瀬ぴんく」は芸名で、本名は「山瀬ひかり」。あいラブなレズビアン。あいの事が大好きで高木のことは栄太郎と共に敵視していたものの、高木の思わぬ行動で彼を見直して、あいのことは諦めた。
久遠寺林檎（アルファベットはQ）
女性警察官。コインランドリーにて、偶然女性下着を手にした栄太郎を下着泥棒と勘違いしてしまう。
遠藤有美（アルファベットはR）
ミホの同級生でテニス部に所属していた。
仁科恵須美（アルファベットはS）
絵夢のクラスメイト。母子家庭に育ち、大学進学費用を稼ぐためにアルバイトにいそしんでいる。ひょんなことから尾美のことを栄太郎と思い込んでしまう。
布袋ミキ（アルファベットはT）、千葉崎優（アルファベットはU）
両名ともに元AV女優で、現在はLOVE CRUSHというアイドルグループを結成し活動する芸能人。
二人は仕事終了後の打ち上げの席で偶然栄太郎の朝起ちを見て感動。別の日に栄太郎をホテルに呼び出し、勃起状態のチン拓を取ることに成功するも酒を飲み別人格となった栄太郎におしおきされてしまう。しかし、そのおしおきに興奮してしまい、二人は栄太郎と体を重ねてしまうのだった。
栄太郎が同時に二人以上の女性を相手にしたのはこの例だけである。
薮井稲（アルファベットはV）
栄太郎と同じ広告代理店勤務。22歳。ハンドルネームは『マナ』。ヴィジュアル系を好み、ヒップホップ系が嫌い。
チャットルームで出会ったRUIの要求によってノーパンで出社するが、そのRUIの正体が…。
最悪のオフ会から引きこもってしまった金渡を心配する。数日後、復帰した彼に告白され、金渡と付き合うことになる。
枝古悦子（アルファベットはW）
芸能事務所ピンクキャベツ代表取締役社長。東大出身。33歳。
栄太郎たち広告代理店の社員を温泉旅行へと招待するが、その旅行とは新人アイドルによる『体を張った』売り込み作戦だった。
入江つくす（アルファベットはX）
栄太郎が街で出会った、ミホによく似た女性。誤って声をかけた後、落としたパスケースを会社に持ってきた。
これはミホと別れた直後であり、失恋のショックから栄太郎はEDとなっていた。ふと出くわしたとき、ミホと間違えてついつい声をかけ、栄太郎は派手にビンタを喰らう。
この後、つくすがコスプレキャバクラで働くシングルマザーであることがわかる。当初はカモ扱いだったが、彼女の愛娘を預かったことから親密になる。「ミホ」の姿になった彼女と逢瀬を交わしたことで栄太郎は精神的に立ち直ることができた。
岩井みなも（アルファベットはY）
栄太郎の隣人。童顔かつ小柄で、見た目は中学生もしくは小学校高学年だが、れっきとした成人女性（栄太郎よりも年上）。
大学で考古学を専攻する傍ら、週末にはガード下で占い屋台を営んでいる。占いの的中率は異常であり、作中で彼女が行なった予言が外れたことはない。
乙訓涼子（アルファベットはZ）
栄太郎と同じ広告代理店の社員。人事部所属。
勝之助が出演していたビデオを見て、栄太郎のことを「乱れた性の持ち主」と誤認し会社を辞めさせようと画策する。不倫関係にあった上司に手柄を立てさせようとしての行動だったが……。
榊原勝之助
栄太郎と外見が瓜二つのいとこ。AV男優であり執事ホストクラブの経営者。
栄太郎の女運の恩恵を一番受けているキャラクターであり、栄太郎に最も迷惑をかけているキャラクターである。渋沢圭、太田むつみと関係を持つ。涼子と正式に付き合いだすも女遊びは継続中。AV男優としての芸名は『笠木原A太』。
高木大介
栄太郎と同じ広告代理店の社員。SP部（セールスプロモーション部）所属。
顔はそれなりにいいが、お調子者で清楚系を好むロリコン（あいはストライクゾーンど真ん中）。一度拉致を企てるが椎名の機転に阻まれる。しかし、このとき本気であいに惚れていた。これ以降栄太郎からは目の仇にされていたが、正月のある出来事がきっかけで栄太郎に正式にあいとの交際を認められ、後には彼女との結婚が決まった。
金渡三平
栄太郎と同じ広告代理店の社員。AD。
およそ女性にモテる外見ではない。時折空気を読まずに直球を投げて周囲の雰囲気をぶち壊す。マナ(稲)のチャット相手RUIの正体。オフラインであったとき、彼女に拒否されたことから引きこもる。しかし、かえってダイエットに成功し、マナと付き合うことになった。
松井寺シャネ子
社長令嬢。ちなみに「しょうしょうじ」と読む。
三上荘
有名な建築家。紳士的な好人物。妻である幸（さち）とは死別。そのショックから長らく立ち直れず、恋愛を諦めていた。姿子とであい、彼女に好意を抱く。
彼の出現と栄太郎との関わりが、栄太郎を最悪な方向に破滅させてしまうことになる。
奏詠美（アルファベットはA?）
姿子の友人。高校時代に「恋愛中毒者(ジャンキー)」と呼ばれた。姿子との関係が悪化した栄太郎に接近し関係を持つ。

## 書誌情報

### 単行本
- 葉月京『恋愛ジャンキー』秋田書店〈ヤングチャンピオンコミックス〉全26巻
  1. 2000年5月31日発売、ISBN 978-4-253-14663-0
  2. 2000年9月28日発売、ISBN 978-4-253-14664-7
  3. 2001年1月1日発売、ISBN 978-4-253-14665-4
  4. 2001年5月4日発売、ISBN 978-4-253-14666-1
  5. 2001年8月30日発売、ISBN 978-4-253-14667-8
  6. 2001年12月20日発売、ISBN 978-4-253-14725-5
  7. 2002年4月4日発売、ISBN 978-4-253-14726-2
  8. 2002年8月8日発売、ISBN 978-4-253-14727-9
  9. 2002年11月21日発売、ISBN 978-4-253-14728-6
  10. 2003年4月10日発売、ISBN 978-4-253-14729-3
  11. 2003年8月21日発売、ISBN 978-4-253-14730-9
  12. 2003年12月17日発売、ISBN 978-4-253-14852-8
  13. 2004年4月15日発売、ISBN 978-4-253-14853-5
  14. 2004年8月26日発売、ISBN 978-4-253-14854-2
  15. 2004年12月16日発売、ISBN 978-4-253-14855-9
  16. 2005年5月20日発売、ISBN 978-4-253-14856-6
  17. 2005年9月20日発売、ISBN 978-4-253-14857-3
  18. 2006年1月20日発売、ISBN 978-4-253-14858-0
  19. 2006年5月18日発売、ISBN 978-4-253-14859-7
  20. 2006年9月20日発売、ISBN 978-4-253-14860-3
  21. 2007年2月20日発売、ISBN 978-4-253-15021-7
  22. 2007年7月20日発売、ISBN 978-4-253-15022-4
  23. 2007年12月20日発売、ISBN 978-4-253-15023-1
  24. 2008年5月20日発売、ISBN 978-4-253-15024-8
  25. 2008年11月20日発売、ISBN 978-4-253-15025-5
  26. 2009年2月20日発売、ISBN 978-4-253-15026-2

### 関連作品
- 恋愛ジャンキーSS（秋田書店、2008年4月18日）ISBN 978-4-253-25537-0

七瀬ぴんくやノエルなど、本編で登場したヒロインたち9人、それぞれの恋愛を描くスピンオフのオムニバス漫画作品。

### ガイドブック
- 葉月京 ART WORKS（秋田書店、2008年6月20日）ISBN 978-4-253-15014-9

第24巻までの『恋愛ジャンキー』のカラーイラストをすべて網羅したイラストギャラリー、登場人物たちの紹介、筆者インタビュー、アンソロジー企画『ブラック・ジャックALIVE』に寄稿した漫画作品、本編後の絵夢を描く未公開描き下ろし漫画作品を収録。